# Wittmar

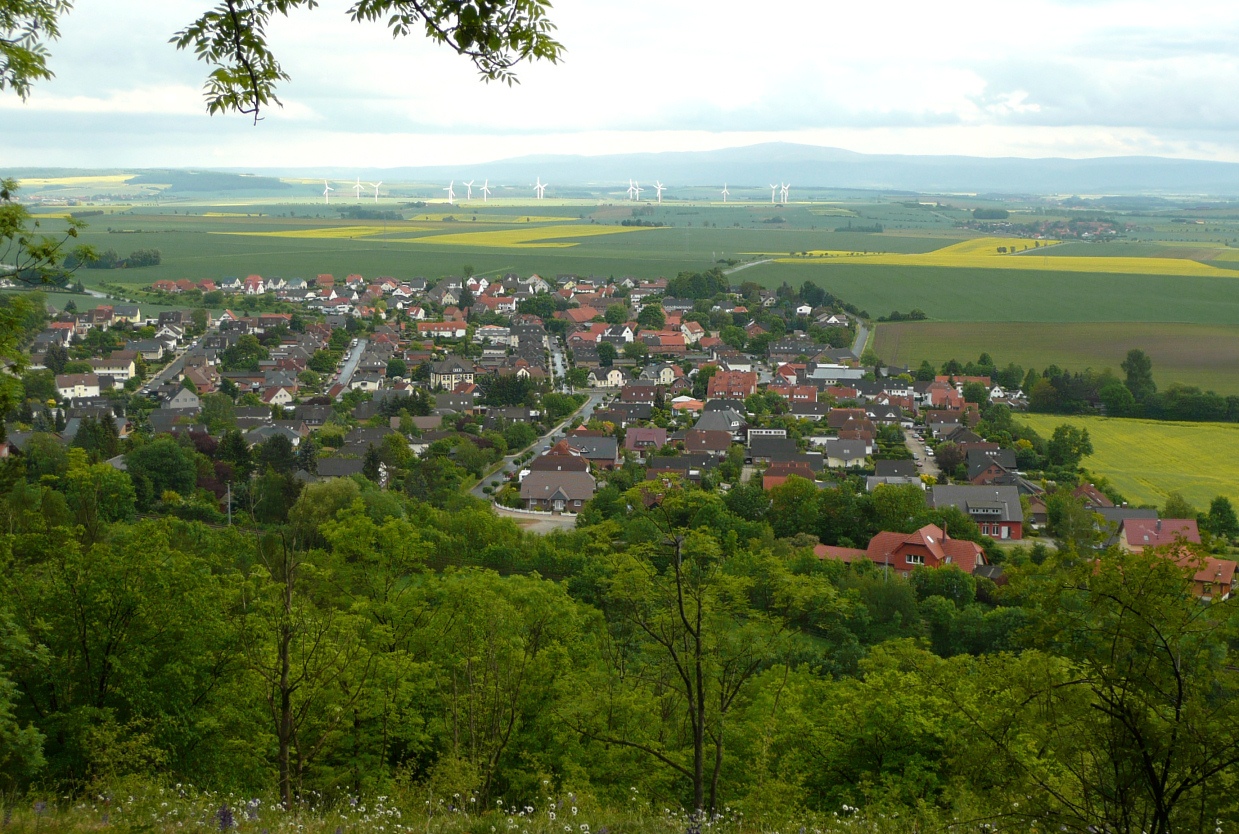
Blick von der Asse über Wittmar und das Harzvorland bis zum Brocken

Wittmar ist eine Gemeinde und ein ehemaliger Bergarbeiterort an der Asse im Landkreis Wolfenbüttel. Wittmar gehört zur Samtgemeinde Elm-Asse, die ihren Verwaltungssitz in der Stadt Schöppenstedt hat.

## Geographie
Wittmar liegt am Südwesthang der sich von Nordwesten nach Südosten erstreckenden Kammlagen der Asse an der von Wolfenbüttel nach Halberstadt führenden Fernverkehrsstraße, der heutigen B 79, auch Leipziger Straße genannt. Aus dem Ort führt der sanft ansteigende Asseweg in den bewaldeten Bereich des Höhenzuges, der sich zur Asseburg und in entgegengesetzter Richtung zur Schachtanlage Asse verzweigt. Im Ort entspringt der Rothebach, der in die Altenau mündet.
Nachbarorte sind Groß Denkte im Nordwesten und Remlingen im Südosten.

## Geschichte
Im Jahr 1976 wurden im Bereich von Wittmar Siedlungsspuren aus der Stein- und Bronzezeit entdeckt. Nachdem ein Bagger bei Erdarbeiten auf Knochen gestoßen war, fanden umfangreiche Ausgrabungen statt. Sie brachten das Gräberfeld von Wittmar als jungsteinzeitliches Gräberfeld der Bandkeramiker aus dem 4. Jahrtausend v. Chr. und einen spätbronzezeitlichen Siedlungsplatz zutage.
Der Name der 1244 erstmals urkundlich erwähnten Gemeinde Wittmar setzt sich aus dem niederdeutschen Wort „witt“ für Weiß (niederdeutsch) und dem Wort „mär“ (althochdeutsch) für sumpfige Gegend („weißer Sumpf“) zusammen.
Die Kirche hat seit 1850 nach einem Blitzeinschlag keinen Kirchturm mehr. Eines der ältesten bewohnten Häuser in der Region Braunschweig ist das als Bergfried bezeichnete mehr als 500 Jahre alte Haus im alten Dorf. Früher diente es auch als Wegegeld-Einnahmestation.
Ehemaliger Bergbau
Das Dorf Wittmar wurde durch den Bergbau geprägt. Dieser begann am 25. März 1899 mit dem ersten Spatenstich für den Kalibergbau in der Nähe der heutigen Assewirtschaft. Damals hatte Wittmar 180 Einwohner, sechs Jahre später bereits 850 (Stand 31. Dezember 2021: 1.089). Am Asseweg und an der Bismarckstraße standen den Beschäftigten große und gut ausgestattete Wohnungen zur Verfügung. Der Bergwerksdirektor wohnte in einer Villa direkt am Waldrand an der heutigen Kastanienallee. Direkt neben dem Direktorenhaus steht noch heute eine Doppelvilla, in der der Betriebsleiter und der leitende Ingenieur wohnten. Die einfachen Arbeiter lebten in den kleinen Wohnungen an der Bahnhofstraße, mit Außentoilette und kleinem Stall. Im Jahre 1939 errichteten die Bergleute in 10.665 freiwilligen Arbeitsstunden ein Waldschwimmbad, das jedoch nur einen Sommer lang genutzt werden konnte, da ständig Wasser aus dem undichten Becken austrat.
Im Juli 1906 brach Wasser in den Schacht ein und die Förderung musste eingestellt werden. Bei Remlingen wurde ein neuer Schacht geteuft, dessen Salz über eine Seilbahn zum Werk nach Wittmar transportiert wurde. Bereits 1908 konnte die Produktion im Werk Wittmar wieder aufgenommen werden. Doch die Krisen der Kaliindustrie nach dem Ersten und Zweiten Weltkrieg machten sich auch hier bemerkbar, die Produktion wurde auf Steinsalz umgestellt. Das beliebte „Asse-Sonnensalz“ wurde in viele Länder Europas exportiert.
Mit der Schließung des Bergwerks 1964 endete die Geschichte des Bergbaus in Wittmar. Heute erinnern nur noch ein Förderwagen im Ort und der Bergmannsverein an die Zeit des Bergbaus. Einige der Bergleute aus der benachbarten Schachtanlage Asse II in Remlingen leben in Wittmar.

### Einwohnerentwicklung
| Entwicklung |
| Hier fehlt eine Grafik, die leider im Moment aus technischen Gründen nicht angezeigt werden kann. Wir arbeiten daran! |
| --- |

| Jahr | Einwohner |
| ---- | --------- |
| 1899 | 180       |
| 1907 | 850       |
| 2006 | 1309      |
| 2007 | 1291      |
| 2008 | 1251      |
| 2009 | 1230      |
| 2010 | 1239      |
| 2011 | 1200      |
| 2012 | 1168      |
| 2013 | 1168      |

| Jahr | Einwohner |
| ---- | --------- |
| 2014 | 1156      |
| 2015 | 1159      |
| 2016 | 1158      |
| 2017 | 1131      |

Die Daten stammen vom Landesamt für Statistik Niedersachsen. Sie beziehen sich auf den 31. Dezember eines jeden Jahres ab 2006.

## Religion
Die evangelisch-lutherische St.-Barbara-Kirche in der Kirchstraße 22 gehört zur Propstei Schöppenstedt. Die neuapostolische Gemeinde Wittmar wurde 2007 der Kirchengemeinde Wolfenbüttel zugeordnet. Die katholischen Einwohner gehören zur Pfarrgemeinde St. Petrus in Wolfenbüttel.

## Politik

### Gemeinderat
Der Rat der Gemeinde Wittmar besteht aus elf Mitgliedern. Die Ratsmitglieder werden in Kommunalwahlen für die Dauer von fünf Jahren gewählt.
Bei der Kommunalwahl 2021 ergab sich folgende Sitzverteilung:
- UWG „gemeinsam für Wittmar“: 10 Sitze
- CDU: 2 Sitze

### Wappen
Blasonierung: „In Grün ein von zwei silbernen (weißen) Buchenblättern beseiteter, silberner (weißer ) Burgturm, belegt mit grünen gekreuzten Berghämmern.“

## Kultur und Sehenswürdigkeiten

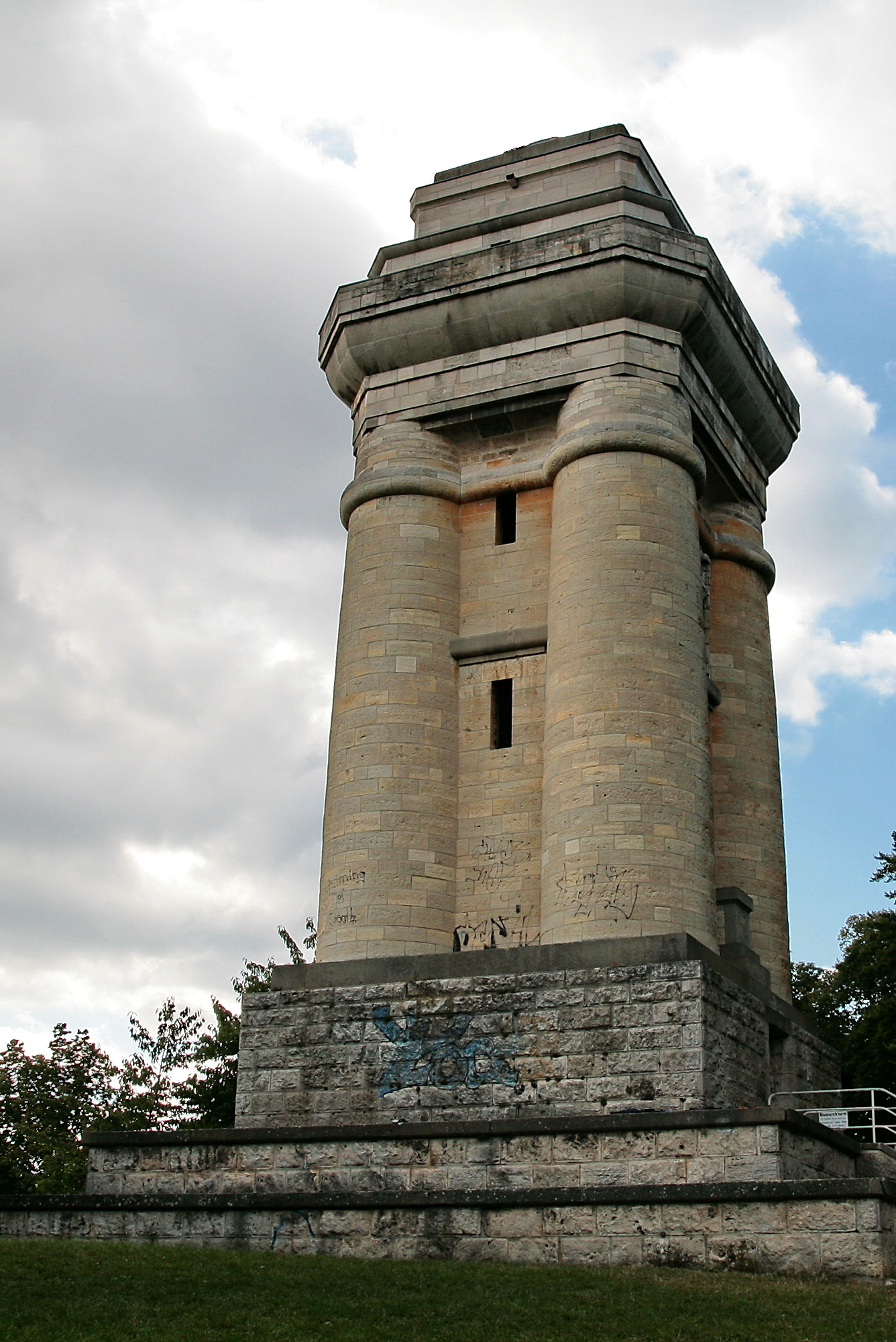
Bismarckturm bei Wittmar auf dem Burgberg der Asse

- Oberhalb des Ortes steht der Bismarckturm Wittmar auf dem Bergkamm des Burgberges der Asse, der 1901 in Form des seit 1898 populären Typs Götterdämmerung gestaltet ist. Er ist der außerhalb der Wintermonate öffentlich zugänglich und bietet von seiner Aussichtsplattform einen Blick über den Ort und das Harzvorland bis zum Brocken.[4][5]
- In 200 m Entfernung vom Bismarckturm befinden sich die Reste der von Gunzelin von Wolfenbüttel erbauten Asseburg, die 1218 fertiggestellt und 1492 zerstört wurde.
- Eine historische Hainbuchenallee, die „Liebesallee“, führt vom Försterhaus hinauf zum Asserand bis etwa zum Bismarckturm.[6] In jüngerer Zeit wurden die früher zur Schneitelung genutzten Buchen von der umgebenden Vegetation befreit und der Weg aufgeschottert, so dass die alleeartige Struktur wieder erlebbar ist. Eine Informationstafel dokumentiert die Geschichte des Weges.
- An der Stelle, an der der Weg vom Dorf in die Asse die Hänge hinaufführt, besteht seit mehr als 150 Jahren die „Waldwirtschaft zur Asse“ auf dem Grund des 1834 abgerissenen alten Försterhauses. Es wurde später in unmittelbarer Nachbarschaft durch ein kleines „Fürstenschloss“ nach dem Entwurf des Braunschweiger Architekten Carl Ottmer ersetzt. Neben der Försterwohnung war ein Zimmer für den Landesherrn vorgesehen, das gelegentlich als Liebesnest gedient haben soll. Dieses von Herzog Wilhelm von Braunschweig geplante Haus ist noch heute Sitz der Revierförsterei Asse.

## Wirtschaft und Infrastruktur
Der Assebummler – auch Preußenzug genannt – ist eine historische Eisenbahnverbindung zwischen Braunschweig, Wolfenbüttel und der Waldgaststätte in Wittmar. Der Dampfzug verkehrt vier- bis fünfmal im Jahr für Touristen. Betreiber sind die Braunschweiger Verkehrsfreunde e. V. Die Braunschweig-Schöninger Eisenbahn ist dagegen stillgelegt und wird nicht mehr befahren.
Der Ort ist durch eine Buslinie der Kraftverkehrsgesellschaft Braunschweig an den öffentlichen Personennahverkehr angeschlossen. Die Bundesstraße 79 sowie der Eulenspiegelradweg führen durch den Ort.